# Antiniska Nemour
Antiniska Nemour (Milano, 31 maggio 1957) è un'attrice italiana, attiva durante gli anni settanta.

## Biografia
Ha esordito nel film Il giudice e la minorenne di Franco Nucci. Durante la sua breve carriera nel cinema ebbe modo di lavorare con registi come Carlo Lizzani e Pier Paolo Pasolini, interpretando una delle vittime in Salò o le 120 giornate di Sodoma. Ha lavorato anche alla televisione, dove ottenne una certa notorietà col ruolo di centralinista nel programma Portobello di Enzo Tortora.

## Filmografia
- Il giudice e la minorenne, regia di Franco Nucci (1974)
- Quella provincia maliziosa, regia di Gianfranco Baldanello (1975)
- Salò o le 120 giornate di Sodoma, regia di Pier Paolo Pasolini (1975)
- Storie di vita e malavita, regia di Carlo Lizzani (1975)
- Il bocconcino, regia di Romano Scandariato (1976)
- Brogliaccio d'amore, regia di Decio Silla (1976)
- La sposina, regia di Sergio Bergonzelli (1976)
- Una donna di seconda mano, regia di Pino Tosini (1977)
- L'ultima orgia del III Reich, regia di Cesare Canevari (1977)
- La sorella di Ursula, regia di Enzo Milioni (1978)